# Symplecta shoshone
Symplecta shoshone är en tvåvingeart som först beskrevs av Alexander 1945.  Symplecta shoshone ingår i släktet Symplecta och familjen småharkrankar. Inga underarter finns listade i Catalogue of Life.